# Istituto delle Nazioni Unite per la formazione e la ricerca
L'Istituto delle Nazioni Unite per la formazione e la ricerca (UNITAR) fu fondato nel 1963, l'istituto è autonomo dalle Nazioni Unite e si propone lo sviluppo della ricerca in ambito scientifico e soprattutto formazione di personale politico, economico e diplomatico. L'UNITAR è governata da un consiglio di amministratori con a capo un direttore esecutivo. L'istituto è finanziato volontariamente dai governi, dalle fondazioni nazionali ed altre organizzazioni non-governative

## Funzioni dell'UNITAR
- Agire in ambito cooperativo per la formazione del personale diplomatico e la formazione dei funzionari impiegati nelle Organizzazioni di cooperazione e sviluppo a livello internazionale.
- Sviluppo di programmi di formazione in ambito economico e sociale.
- Sviluppo dei programmi di "istruzione a distanza" e sviluppo nei paesi poveri di programmi di istruzione e di ricerca.
- Coordinamento delle organizzazioni di ricerca nazionali e le agenzie inter-governative di sviluppo, collaborazione con le Università per programmi di formazione economico-sociale.